# Vanessa Nakate
Vanessa Nakate (15 de novembro de 1996) é uma ativista ambiental ugandense. Ela cresceu em Kampala, capital de seu país, e iniciou seu ativismo em dezembro de 2018 em razão da preocupação com os altos índices de temperatura na Uganda.
Inspirada por Greta Thunberg a iniciar seu próprio movimento climático em Uganda, ela iniciou um ataque solitário contra a abstenção de posicionamento acerca da crise climática em janeiro de 2019. Por vários meses, ela foi a única manifestante fora dos portões do Parlamento da Uganda. Gradualmente,  outros jovens começaram a responder aos seus pedidos nas redes sociais para que outros ajudassem a chamar a atenção para a situação das florestas tropicais no Congo. Assim, Nakate fundou a Youth for Future Africa (Juventude para a África Futura) e o Rise Up Movement (Movimento para se Erguer). Em dezembro de 2019, ela foi uma das poucas ativistas jovens a discursar na Conferência das Nações Unidas sobre as Mudanças Climáticas de 2019 na Espanha.
No início de janeiro de 2020, Nakate se juntou a outros vinte jovens ativistas climáticos de todo o mundo para publicar uma carta aos participantes do Fórum Econômico Mundial pedindo às empresas, bancos e governos que parassem imediatamente de subsidiar os combustíveis fósseis.

## Motivação
Numa entrevista a Amy Goodman para Democracy Now!, Nakate expôs sua motivação para tornar-se ativista climática: "Meu país depende fortemente da agricultura, então a maior parte da população depende da agricultura. Então, se nossas fazendas são destruídas por inundações, se as fazendas são destruídas pela seca e há menos produção agrícola, há consequentemente aumento do preço da alimentação. Então só os mais privilegiados poderão comprar comida. E são os principais responsáveis pela emissão de poluentes em nossos países, justamente os que conseguirão sobreviver à crise alimentar, enquanto a maior parte da população que mora em comunidades rurais terá dificuldades, por conta do aumento dos preços. Isso leva à fome e à morte. No meu país, literalmente a falta de chuva quer dizer fome e morte para os menos privilegiados".

## Controvérsia
Em janeiro de 2020, a Associated Press cortou Nakate de uma foto em que aparecia com outras ativistas, incluindo Thunberg. Também estavam na foto Luisa Neubauer, Isabelle Axelsson e Loukina Tille, após participarem do Fórum Econômico Mundial. Nakate acusou a mídia de ter uma atitude racista; organizações como a Whose Knowledge? denunciaram o caso como parte de um processo de invisibilização das lutas de populações marginalizadas. A Associated Press modificou posteriormente a fotografia e indicou que não houve má-fé, mas não se desculpou. Em 27 de janeiro de 2020, a editora da agência Sally Buzbee publicou em seu Twitter pessoal um pedido de desculpa, indicando que o fazia em nome da Associated Press.

## Reconhecimento
É uma das 100 Mulheres da lista da BBC de 2020.